# Elvin Jones/Philly Joe Jones: Together!
Elvin Jones/Philly Joe Jones: Together! è un album di Philly Joe Jones ed Elvin Jones, pubblicato dalla Atlantic Records nel 1961. Il disco fu registrato il 2 febbraio 1961 a New York.

## Tracce
Lato A
1. Le Roi – 6:00 (David Baker)
2. Beau-ty – 12:53 (Philly Joe Jones)

Lato B
1. Brown Sugar – 14:58 (Walter Davis Jr.)

## Musicisti
- Philly Joe Jones  - batteria
- Elvin Jones  - batteria
- Blue Mitchell  - tromba
- Hank Mobley  - sassofono tenore
- Wynton Kelly  - pianoforte
- Curtis Fuller  - trombone
- Paul Chambers  - contrabbasso